# Ramon Roger Trencavell
Raimon Roger Trencavell (1185 - 10 de novembre de 1209) va ser vescomte d'Albi, d'Ambialet i de Besiers (feudataris del comte de Tolosa), i vescomte de Carcassona i de Rasés (feudataris del comte de Barcelona, el qual era al mateix temps rei d'Aragó). Va ser un dels herois i alhora una de les primeres víctimes de la croada albigesa.

## Biografia

### Família
Ramon Roger era membre de la dinastia vescomtal llenguadociana dels Trencavell. Era fill de Roger II Trencavell i d'Adelaida de Tolosa i nebot, per tant, del comte Ramon VI de Tolosa. Orfe a l'edat de 9 anys, va ser posat sota la tutela de Bertrand de Saissac. Es va casar amb Agnès, filla de Guillem VIII de Montpeller. D'aquesta unió en va néixer un nen, Ramon II Trencavell.

### Inicis
Raimon Roger va viure al castell comtal de Carcassona, construït pels seus ancestres el segle xi. Malgrat no seguir les doctrines del catarisme, Raimon Roger va adoptar l'actitud permissiva i liberal dels senyors del Llenguadoc en matèria de religió. La tolerància del seu govern queda manifesta en la confiança dipositada en la comunitat jueva per administrar Besiers, la ciutat més important dels seus feus.

### Croada albigesa
Després de l'assassinat del legat Pere de Castelnau el 1208, el papa Innocenci III va activar la croada contra els albigesos. Va pronunciar sentències d'excomunió contra els senyors del Llenguadoc (entre els quals hi havia el comte Ramon VI de Tolosa i el propi Ramon Roger Trencavell), massa permissius amb els herètics als ulls de l'església catòlica, i va posar les seves terres en presa.
A mitjans de 1209, els croats es van aplegar a Lió per començar a marxar cap al sud. El juny Ramon de Tolosa, veient el perill que significava tot plegat, va fer acte de constricció a Valença i va prometre lluitar contra l'heretgia. La seva excomunió va ser retirada, la seva terra va quedar protegida i ell es va unir a la tropa de croats. Ramon Roger també va intentar seguir les passes del seu oncle, però els legats del papa es van negar a rebre'l. El juliol els croats van saquejar Besiers. En aquells moments Ramon Roger s'havia replegat a Carcassona.
El primer d'agost els croats van arribar davant de la ciutat de Carcassona i li van posar setge. Ramon Roger, com a vassall del rei d'Aragó, tenia l'esperança que Pere I l'anés a socórrer, però com que aquest era vassall directe del papa va preferir la via diplomàtica i va intentar fer de mediador. Tanmateix les negociacions van fracassar i el rei va abandonar la ciutat.
El setge es va allargar fins al 15 d'agost, quan la falta d'aigua va provocar la rendició dels assetjats. Ramon Roger es va encarregar ell mateix de les negociacions. El que va passar llavors és fruit d'especulacions, ja que quan es va presentar al camp dels croats va ser arrestat. No se sap si va ser un acte de traïció dels comandants de la croada, o bé va ser ell mateix qui es va oferir d'ostatge per salvar la ciutat i els seus habitants. En tot cas ell va ser empresonat a les seves pròpies masmorres i els habitants de Carcassona van ser expulsats de casa seva, nus i sense temps per agafar i endur-se res.
Uns mesos més tard, el 10 de novembre, Ramon Roger va morir de dissenteria a la presó, segons les fonts oficials. Simó de Montfort, que havia participat en la croada i pres possessió dels territoris dels Trencavell, va ser acusat d'haver propiciat la seva mort.